# Governadoria-geral de Irkutsk
Governadoria-geral de Irkutsk (em russo:  Иркутское генерал-губернаторство) foi uma grande unidade administrativa militar dentro do Império Russo, era formada pelos gubernias de Ienissei (Krasnoyarsk), Irkusk, Transbaikal e Yakutia. O Centro administrativo da governadoria-geral era a cidade de Irkutsk e existiu entre 2 de junho de 1887 e março de 1917.
O chefe da Governadoria-geral de Irkutsk, o Governador-Geral, era nomeado pelo Imperador.

## A história
Em 16 de junho de 1884 a Governadoria-geral de Amur, que incluía os Oblasts de Trans-Baikal, Amur e Primorski, foi alocado para a Governadoria-geral da Sibéria Oriental.
Em 2 de junho de 1887, a Governadoria-geral da Sibéria Oriental foi realocado para Irkutsk. Naquela época, a Governadoria-geral de Irkutsk incluía dois gubernias: Irkutsk e Ienisei; e um Oblast: Iakutsk. A sede da Sibéria Oriental foi transformada em Gabinete do Governador-Geral.
Em 1905, no rescrito do Czar endereçado ao Governador-Geral de Irkutsk, foi instruído a começar a trabalhar na questão da introdução de instituições Zemstvo na Governadoria-geral de Irkutsk. Este rescrito nunca foi implementado por ele.
Em 17 de março de 1906, o Território de Transbaikal juntou-se a Governadoria-geral de Irkutsk.
Em março de 1917, a Governadoria-geral de Irkutsk foi abolida.

## Autoridades
Primeiramente, em 2 de junho de 1887, foi estabelecido o Gabinete do Governador-Geral. Posteriormente, em 12 de junho de 1899, o Regulamento do Conselho Militar foi aprovado e também recebeu o nome de Governador-Geral de Irkutsk.

### Governador-Geral
| Governadores                    | Título, classificação, classificação | Período                 |
| ------------------------------- | ------------------------------------ | ----------------------- |
| Ignatiev Alexei Pavlovich       | Conde, Tenente-General               | 09/02/1887 - 13/05/1888 |
| Goremikin Alexandre Dmitrievich | General da Infantaria                | 26/05/1889 - 12/06/1899 |

### Governadores-Gerais Militares
| Militares                        | Título, classificação, classificação | Período                 |
| -------------------------------- | ------------------------------------ | ----------------------- |
| Goremikin Alexandre Dmitrievich  | General da Infantaria                | 06/12/1899 - 09/09/1900 |
| Panteleev Alexandre Ilyich       | Tenente-General                      | 20/04/1900 - 24/05/1903 |
| Kutaisov Pavel Ippolitovich      | General de Infantaria                | 05.24.1903 - 01.01.1906 |
| Kaigorodov Mikhail Nikiforovich  | Tenente-General de Infantaria        | 05/07/1905 - 13/01/1906 |
| Alekseev Konstantin Mikhailovich | Tenente-General de Infantaria        | 17/11/1905 - 01/01/1906 |
| Selivanov Andrei Nikolaevich     | General da Infantaria                | 29/04/1906 - 24/07/1910 |
| Kniazev Leonid Mikhailovich      | Conselheiro Privado                  | 07.24.1910-1915         |
| Pilts Alexandre Ivanovich        | Conselheiro de Estado em exercício   | 1915-1917               |